# Longitarsus noricus
Longitarsus noricus är en skalbaggsart som beskrevs av Leonardi 1976. Longitarsus noricus ingår i släktet Longitarsus, och familjen bladbaggar. Arten har ej påträffats i Sverige.